# Liga de Ascenso
Liga De Ascenso este al doilea eșalon din sistemul competițional fotbalistic din Mexic.

## Clubs
Următoarele 16 echipe concurează în Ascenso MX în sezonul 2017–18.
| Club              | Oraș                                  | Stadion                               | Capacitate |
| ----------------- | ------------------------------------- | ------------------------------------- | ---------- |
| Atlante           | Cancún, Quintana Roo                  | Andrés Quintana Roo                   | 17,289     |
| Atlético San Luis | San Luis Potosí City, San Luis Potosí | Alfonso Lastras                       | 25,111     |
| Celaya            | Celaya, Guanajuato                    | Miguel Alemán Valdés                  | 23,182     |
| Juárez            | Ciudad Juárez, Chihuahua              | Olímpico Benito Juárez                | 19,703     |
| Murciélagos       | Los Mochis, Sinaloa                   | Centenario                            | 11,134     |
| Oaxaca            | Oaxaca City, Oaxaca                   | Tecnológico de Oaxaca                 | 14,950     |
| Sinaloa           | Culiacán, Sinaloa                     | Banorte                               | 20,108     |
| Sonora            | Hermosillo, Sonora                    | Héroe de Nacozari                     | 18,747     |
| Tampico Madero    | Tampico / Ciudad Madero, Tamaulipas   | Tamaulipas                            | 19,667     |
| Tapachula         | Tapachula, Chiapas                    | Olímpico de Tapachula                 | 11,018     |
| UAEM              | Toluca, State of Mexico               | Universitario Alberto "Chivo" Córdoba | 32,603     |
| UAT               | Ciudad Victoria, Tamaulipas           | Marte R. Gómez                        | 10,520     |
| UdeG              | Guadalajara, Jalisco                  | Jalisco                               | 54,963     |
| Venados           | Mérida, Yucatán                       | Carlos Iturralde                      | 15,087     |
| Zacatecas         | Zacatecas City, Zacatecas             | Francisco Villa                       | 13,820     |
| Zacatepec         | Zacatepec, Morelos                    | Agustín "Coruco" Díaz                 | 24,313     |

## Foste campioane
| Sezon             | Campioană                | Vice-campioană             | Promovată               |
| ----------------- | ------------------------ | -------------------------- | ----------------------- |
| 1994-1995         | Atlético Celaya          | CF Pachuca                 | Atlético Celaya         |
| 1995-1996         | CF Pachuca               | Tigrillos Hermosillo       | CF Pachuca              |
| Invierno 1996     | Tigres UANL              | Atlético Hidalgo           |                         |
| Verano 1997       | Tigres UANL              | Correcaminos UAT           | Tigres UANL             |
| Invierno 1997     | CF Pachuca               | Real Sociedad de Zacatecas |                         |
| Verano 1998       | Tigrillos                | Zacatepec                  | CF Pachuca              |
| Invierno 1998     | Venados de Yucatán       | Chivas Tijuana             |                         |
| Verano 1999       | Unión de Curtidores      | Cruz Azul Hidalgo          | Unión de Curtidores     |
| Invierno 1999     | CD Irapuato              | Zacatepec                  |                         |
| Verano 2000       | CD Irapuato              | Cruz Azul Hidalgo          | CD Irapuato             |
| Invierno 2000     | Gallos de Aguascalientes | CF La Piedad               |                         |
| Verano 2001       | CF La Piedad             | Toros Neza                 | CF La Piedad            |
| Invierno 2001     | Veracruz                 | Real San Luis              |                         |
| Verano 2002       | Real San Luis            | Tigrillos Saltillo         | Real San Luis           |
| Apertura 2002     | CD Irapuato              | CF La Piedad               |                         |
| Clausura 2003     | Club León                | CD Tapatio                 | CD Irapuato             |
| Apertura 2003     | Dorados de Sinaloa       | Cobras de Ciudad Juárez    |                         |
| Clausura 2004     | Club León                | Dorados de Sinaloa         | Dorados de Sinaloa      |
| Apertura 2004     | Club San Luis            | Atlético Mexiquense        |                         |
| Clausura 2005     | Querétaro FC             | Club León                  | Club San Luis           |
| Apertura 2005     | Puebla FC                | Cruz Azul Oaxaca           |                         |
| Clausura 2006     | Querétaro FC             | Indios de Ciudad Juárez    | Querétaro FC            |
| Apertura 2006     | Puebla FC                | Salamanca FC               |                         |
| Clausura 2007     | Dorados de Sinaloa       | Club León                  | Puebla FC               |
| Apertura 2007     | Indios de Ciudad Juárez  | Dorados de Sinaloa         |                         |
| Clausura 2008     | Club León                | Dorados de Sinaloa         | Indios de Ciudad Juárez |
| Apertura 2008     | Querétaro FC             | Irapuato FC                |                         |
| Clausura 2009     | Mérida FC                | Club Tijuana               | Querétaro FC            |
| Apertura 2009     | Necaxa                   | Deportivo Irapuato         |                         |
| Bicentenario 2010 | Necaxa                   | Club León                  | Necaxa                  |